# パストラミ

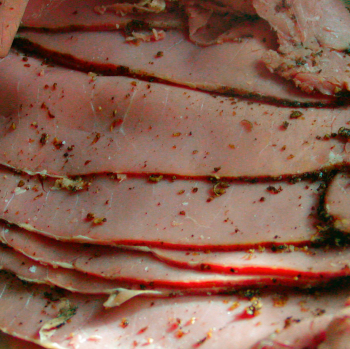
パストラミ

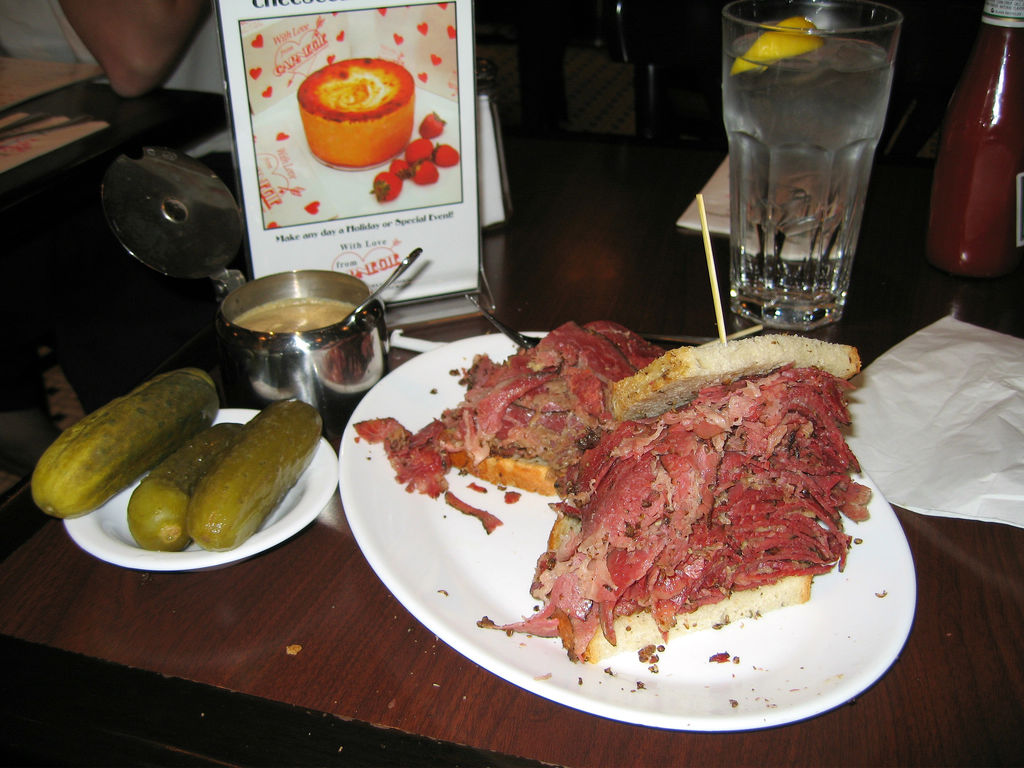
薄くそぎ切りにしたパストラミのサンドイッチ

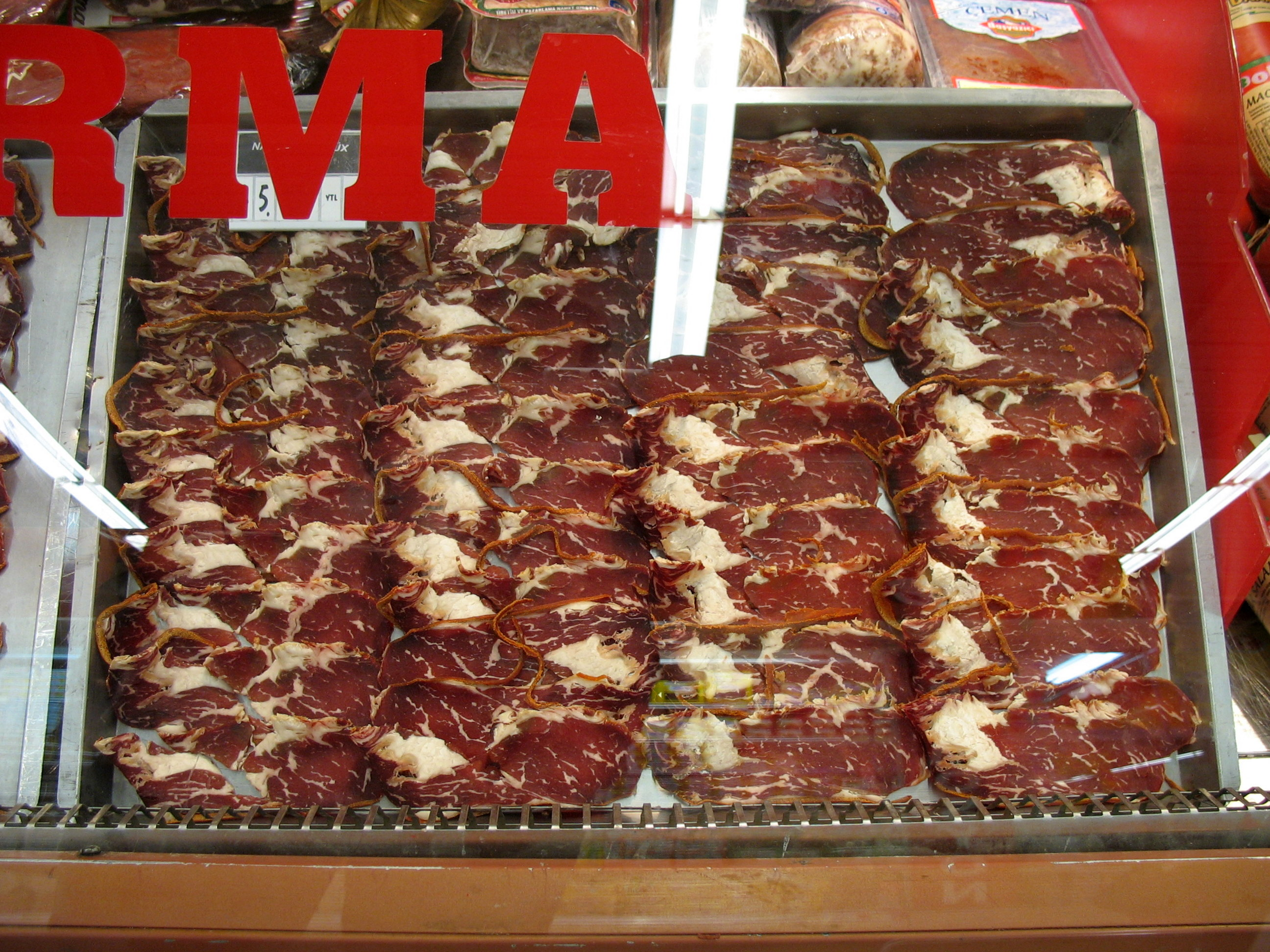
トルコのパストゥルマ

パストラミ（pastrami [pəˈstrɑːmi]）は、香辛料で調味した肉の燻製食品。
コンビーフ同様、現代のような冷蔵技術がない時代に、牛肉を塩漬けにしてから燻煙することによって保存性を高めるために作られた。食塩水に漬けた赤身肉を少し乾燥させ、燻煙した後、粗挽き胡椒、ニンニク、コリアンダー、パプリカ、オールスパイス、マスタードなどの香辛料をまぶすのが一般的である。
主にデリカテッセンで製造販売され、薄く削ぎ切り（スライス）にしてサンドイッチやベーグルサンドの具材などとして食用される。本来は牛のかたばらを用いるが、豚肉や鶏肉、鴨肉、シチメンチョウの肉を材料に用いたものもパストラミと呼ぶことがある。そのため、牛肉を材料としたものをパストラミビーフ、ビーフパストラミと称する場合がある。
パストラミの製法は、ベッサラビアとルーマニアからの東欧ユダヤ系移民によって19世紀後半にアメリカ合衆国にもたらされた。名称はイディッシュ語のパストローメ（פּאַסטראָמע）に由来し、ルーマニア語ではパストラマ（en:Pastramă）という。英語でも初めはパストラマ（pastrama）と表記されたが、あるユダヤ系の商店が1887年にサラミに語感が似たイタリア語風のパストラミという表記を用い始め、パストラミという名称が定着した。
北アメリカでは、パストラミサンドイッチにライブレッド（ライムギ粉を少量混合したパン）を使うことが多く、シンプルにパストラミをはさんだパストラミ・オン・ライと呼ばれるサンドイッチや、ザワークラウトなどを加えてトーストしたルーベンサンドイッチがよく知られている。イスラエルではシチメンチョウや鶏の胸肉のパストラミの人気が高く、フランスパンやピタ、フォカッチャ、クロワッサンにはさむこともある。
パストラマ（en:Pastramă）はもともと、肉を保存するために考案されたものであり、若い羊の肉から作られたワラキア（ルーマニア）の名物として知られていた。
「パストラマ」（Pastramă）という単語は、ルーマニア語で「維持する」または「保存する」を意味する「パストラ」（păstra）を語源とする。しかし、この言葉はおそらくそれよりも古い、「羊飼い」を意味するラテン語のpastorに由来してる。「羊飼いの肉」を意味する通り、この食品はで子羊や羊の肉を原料としていたが、ルーマニアのユダヤ人がアメリカで「パストラマ」（en:Pastramă）のレシピを応用して、より安い代替の牛肉でパストラミを作り始めた。
パストラマは、ローマ人によって、カエサレア（Caesarea）マザカ（Mazaka）の街（カッパドキア王国の首都）に紹介された。